# Bois de résonance
 (décembre 2022).
Si vous disposez d'ouvrages ou d'articles de référence ou si vous connaissez des sites web de qualité traitant du thème abordé ici, merci de compléter l'article en donnant les références utiles à sa vérifiabilité et en les liant à la section « Notes et références ».
Le bois de résonance est le bois approprié à la réalisation des parties mises en vibration dans les instruments de musique, particulièrement le violon. Il est généralement tiré d'epiceas rares pour leur croissance exceptionnelle tant en durée qu'en régularité.
Il est à la base de la profession de quelques spécialistes appelés marchand de bois de résonance, capables de miser sur pied sur la qualité d'un arbre selon son apparence et son implantation.
La présence de nœuds dus aux branches étant incompatible avec les exigences du bois de résonance, les arbres qui en sont formés poussent entourés d'autres qui limitent la croissance des branches sans les empêcher eux-mêmes de croître.
La structure du bois de résonance est caractérisée par  : 
- des cernes minces traduisant la lenteur de la croissance ;
- des cernes noires, produites l'été, minces et régulières ;
- des cernes d'une alternance très régulière, traduisant le bénéfice d'un climat sans fort écart et d'une implantation très favorable[2].

Dans le violon particulièrement, où il est soumis à de très fortes tensions, le bois de résonance doit satisfaire aux exigences contradictoires de légèreté et de résistance.